# Saucier
Saucier és una concentració de població designada pel cens dels Estats Units a l'estat de Mississipi. Segons el cens del 2000 tenia 1.303 habitants.

## Demografia
Segons el cens del 2000, Saucier tenia 1.303 habitants, 478 habitatges, i 367 famílies. La densitat de població era de 71,9 habitants per km².
Dels 478 habitatges en un 38,3% hi vivien nens de menys de 18 anys, en un 59,8% hi vivien parelles casades, en un 9,6% dones solteres, i en un 23,2% no eren unitats familiars. En el 16,1% dels habitatges hi vivien persones soles el 5,2% de les quals corresponia a persones de 65 anys o més que vivien soles. El nombre mitjà de persones vivint en cada habitatge era de 2,73 i el nombre mitjà de persones que vivien en cada família era de 3,04.
Per edats la població es repartia de la següent manera: un 28,5% tenia menys de 18 anys, un 10% entre 18 i 24, un 30,9% entre 25 i 44, un 23,6% de 45 a 60 i un 7% 65 anys o més.
L'edat mediana era de 34 anys. Per cada 100 dones de 18 o més anys hi havia 106 homes.
La renda mediana per habitatge era de 37.000 $ i la renda mediana per família de 44.167 $. Els homes tenien una renda mediana de 30.099 $ mentre que les dones 26.875 $. La renda per capita de la població era de 15.164 $. Entorn del 21,5% de les famílies i el 22,1% de la població estaven per davall del llindar de pobresa.

## Poblacions properes
El següent diagrama mostra les poblacions més properes.